# 王江滨
王江滨（1954年1月—），浙江奉化人，汉族，中华人民共和国政治人物、第十一届全国人民代表大会吉林地区代表。
毕业于白求恩医科大学、德国埃尔朗根-纽伦堡大学临床免疫专业。加入九三学社。担任吉林大学中日联谊医院内科教研室主任、消化内科主任。2008年起担任全国人大代表。2018年2月24日，当选为第十三届全国人大代表。